# Угаки Кадзусигэ
Угаки Кадзусигэ (яп. 宇垣一成, 1868—1956) — генерал Императорской армии Японии, генерал-губернатор Кореи и министр армии Японской империи.

## Биография
Родился в посёлке Сэто провинции Бидзэн (в настоящее время город Окаяма префектуры Окаяма) в семье самурая. Учился в Военной академии Императорской армии Японии, которую окончил в 1890 году. В 1902—1904 и 1905—1907 годах работал военным атташе в посольстве Японии в Германской империи. В 1910 году получил звание полковника, а в 1915 — генерал-майора.
С 1924 по 1927 годы занимал должность министра армии в кабинетах Киёуры Кэйго, Като Такааки и Вакацуки Рэйдзиро. Проводил политику по сокращению армии, что вызвало протесты со стороны военных и привело к отставке Угаки. В 1927 году он временно исполнял обязанности генерал-губернатора Кореи. Через два года, в 1929-м году Угаки снова стал министром армии — в кабинете Хамагути Осати. С 1931 по 1936 годы он занимал должность генерал-губернатора Кореи. Его политика сочетала в себе элементы либерализма и стремления к ассимиляции корейцев. После отставки с поста генерал-губернатора был назначен премьер-министром, однако сформировать кабинет и приступить к работе не смог из-за протеста военных. В дальнейшем Угаки работал министром иностранных дел в первом кабинете Коноэ Фумимаро и, с 1944 года, был ректором университета Такусёку.
После войны, в 1953 году, Угаки был избран депутатом парламента Японии. В 1956 году он умер на своей вилле в Идзунокуни. Похоронен в Токио.